# هم‌رزمان: بزرگراه جهنم
هم‌رزمان: بزرگراه جهنم (به انگلیسی: Brothers in Arms: Hell's Highway) یک بازی رایانه‌ای است. که در سال 2008 توسط GearBox Software ساخته شد و توسط Ubisoft منتشر شده است. بازیکن در نقش یک چتر باز در لشکر ۱۰۱ هوابرد آمریکا است و در سال های جنگ جهانی هنگام عملیات مارکت گاردن در هلند به بازی میپردازد.